# Paralipômenos de Baruque
Paralipômenos de Baruque ou Restante das Palavras de Baruque (em etíope: Säqoqawä Eremyas, "Paralipômenos de Jeremias") é um texto pseudepígrafo atribuído ao escriba do profeta Jeremias, Baruque. É considerado apócrifo por todas as denominações cristãs com exceção da Igreja Ortodoxa Etíope, que o incluiu em seu cânone bíblico.

## História
Este texto etíope foi editado pela primeira vez por August Dillmann em 1866 e é formado por:
- Livro de Lamentações, com cinco capítulos, idêntico ao da Bíblia hebraica, com algumas adições: a epístola aos cativos (em Lamentações 6) e a profecia contra Pashhur (Lamentações 7:1-5);
- Um texto muito similar ao texto grego de IV Baruque;
- Alguns versículos adicionais de Lamentações (Lamentações 7:6-11, 63).